# Westerdale (North Yorkshire)
Westerdale is een civil parish in het bestuurlijke gebied Scarborough, in het Engelse graafschap North Yorkshire met 149 inwoners.